# San Giovanni Lipioni
San Giovanni Lipioni – miejscowość i gmina we Włoszech, w regionie Abruzja, w prowincji Chieti.
Według danych na rok 2004 gminę zamieszkiwało 287 osób, 35,9 os./km².